# Едгарс Бебріс
Едгарс Бебріс (латис. Edgars Bebris; народився 7 серпня 1991, Рига, Латвія) — латвійський хокеїст, нападник. Виступав у ризькому Динамо-Юніорс, а з 2010 — за команду з Шеффілда (Велика Британія).